# Rząd Generalnego Gubernatorstwa

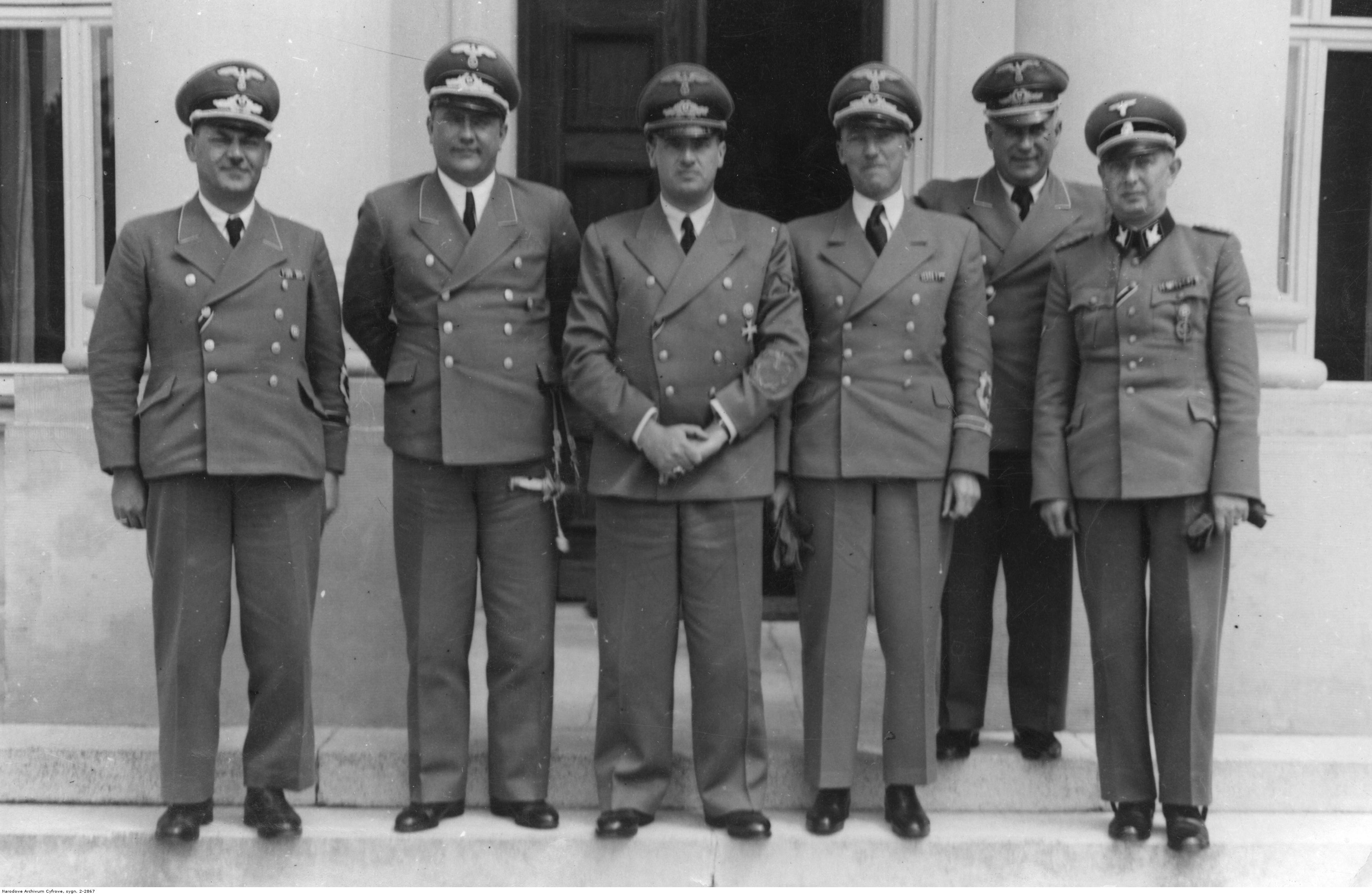
Hans Frank z zarządcami dystryktów, od lewej: Ernst Kundt, Ludwig Fischer, Hans Frank, Otto Wächter, Ernst Zörner, Richard Wendler

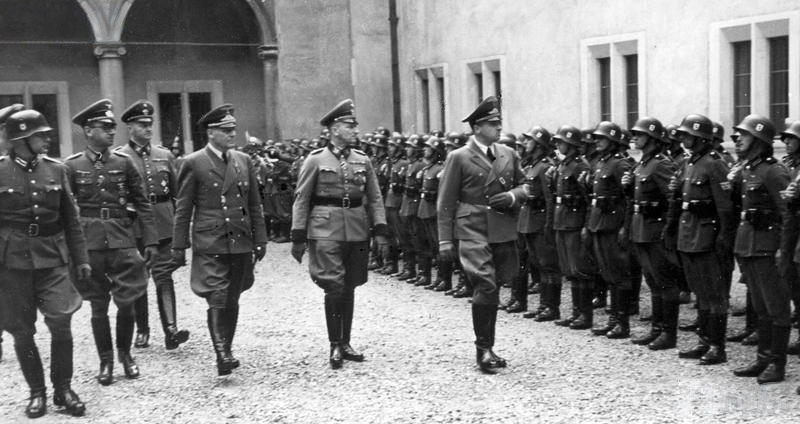
Od prawej strony podczas przeglądu Sonderdienstu maszerują kolejno gubernator Hans Frank, komendant policji GG Herbert Becker oraz sekretarz stanu Ernst Boepple

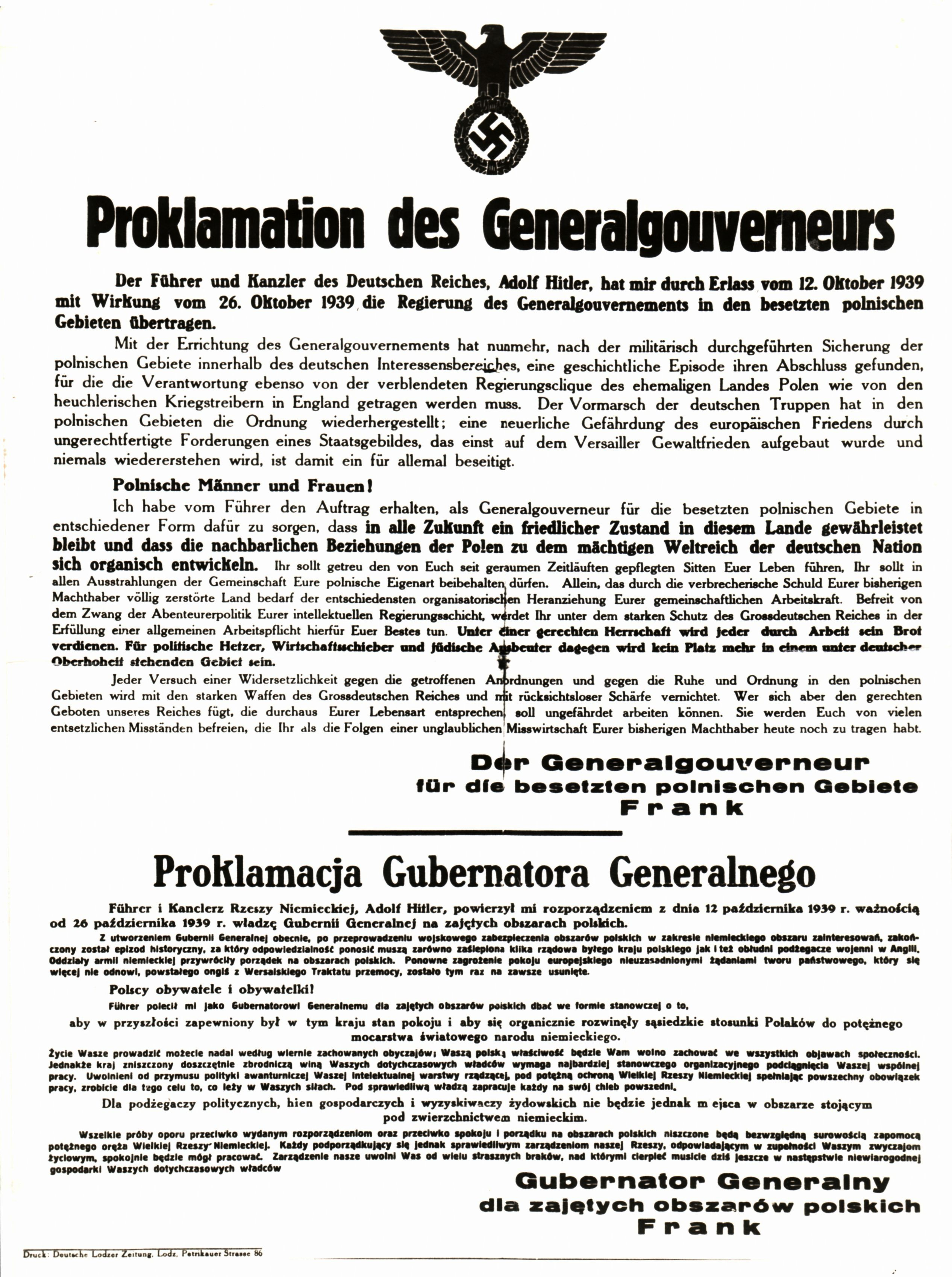
Oficjalna proklamacja utworzenia Generalnego Gubernatorstwa (październik 1939)

Rząd Generalnego Gubernatorstwa (niem. Regierung des Generalgouvernements) – nieuznawany międzynarodowo centralny organ zarządu Generalnego Gubernatorstwa, istniejący od września / października 1939 formalnie do 8/9 maja 1945 – kapitulacji III Rzeszy pod kierownictwem gubernatora Hansa Franka, w 1948 uznany przez Najwyższy Trybunał Narodowy za organizację przestępczą.

## Historia
Początkowo na zajętych przez Wehrmacht terenach Polski władzę sprawował Zarząd Wojskowy Wehrmachtu. W jego ramach działała administracja cywilna i Zarząd Cywilny. Szefem Zarządu Cywilnego mianowano Hansa Franka. Na przełomie października i listopada 1939 został utworzony Urząd Generalnego Gubernatora, który w grudniu 1940 został przekształcony w „rząd Generalnego Gubernatorstwa”. Frank po mianowaniu na funkcję Generalnego Gubernatora mianował grupę swoich współpracowników. Pierwsze wydane obwieszczenie o sprawach personalnych z dnia 31 października 1939 jako zaczątek rządu Generalnego Gubernatorstwa wymieniało siedem osób:
1. Josefa Bühlera jako szefa generalnego urzędu,
2. Friedricha Wilhelma Krügera jako szefa Policji GG,
3. Otto Wächtera jako gubernatora dystryktu krakowskiego,
4. Friedricha Schmidta(inne języki) jako gubernatora dystryktu lubelskiego,
5. Karla Lascha jako gubernatora dystryktu radomskiego,
6. Ludwiga Fischera jako gubernatora dystryktu warszawskiego,
7. Wilhelma Heubera jako pełnomocnika Generalnego Gubernatora dla okupowanych polskich obszarów z siedzibą w Berlinie.

## Organizacja rządu GG
W skład rządu oprócz organów centralnych wchodziły ministerstwa – resortowe wydziały główne (przed grudniem 1940 zwane „wydziałami”) w liczbie 12:
- Główne Wydziały[6]:
  - I. Główny Wydział Spraw Wewnętrznych (niem. Hauptabteilung Innere Verwaltung)
  - II. Główny Wydział Finansów (niem. Hauptabteilung Finanzen)
  - III. Główny Wydział Sprawiedliwości (niem. Hauptabteilung Justiz)
  - IV. Główny Wydział Gospodarki (niem. Hauptabteilung Wirtschaft)
  - V. Główny Wydział Wyżywienia i Rolnictwa (niem. Hauptabteilung Ernährung und Landwirtschaft)
  - VI. Główny Wydział Lasów (niem. Hauptabteilung Forsten)
  - VII. Główny Wydział Pracy (niem. Hauptabteilung Arbeit)
  - VIII. Główny Wydział Propagandy (niem. Hauptabteilung Propaganda)
  - IX. Główny Wydział Wiedzy i Nauki (niem. Hauptabteilung Wissenshaft und Unterricht)
  - X. Główny Wydział Budownictwa (niem. Hauptabteilung Bauwesen)
  - XI. Główny Wydział Kolei (niem. Hauptabteilung Eisenbahn)
  - XII. Główny Wydział Poczty (niem. Hauptabteilung Post)

## Skład rządu Generalnego Gubernatorstwa
- Generalny Gubernator: Hans Frank
- sekretarz stanu:

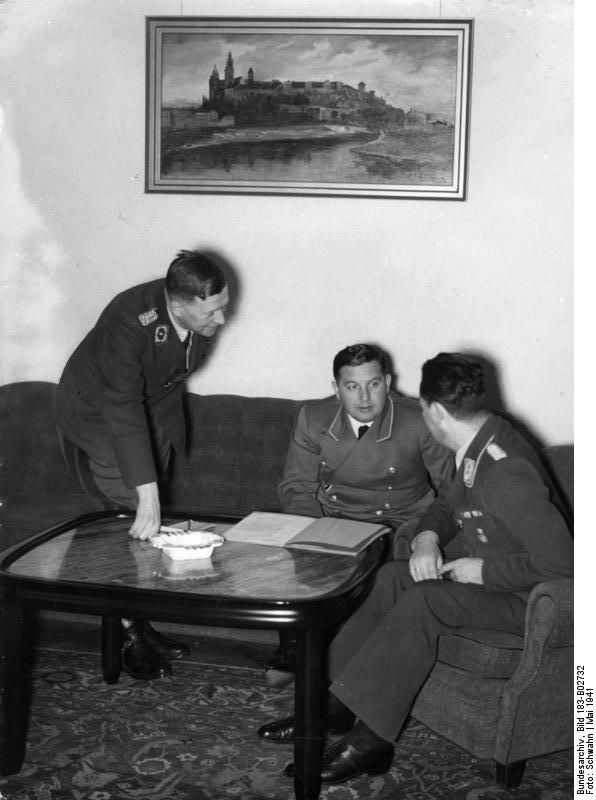
Współpracownicy Hansa Franka: sekretarz stanu Josef Bühler oraz Kurd Eissfeldt, z prawej podsekretarz stanu Ernst Kundt

  - październik 1939 – maj 1940 Arthur Seyss-Inquart
  - maj 1940 – 1945 Josef Bühler (sekretarz stanu – premier rządu Generalnego Gubernatorstwa)
  - Ernst Boepple (II sekretarz stanu)
- kancelaria Generalnego Gubernatora:
  - listopad 1939 – luty 1943 Franz Keith
  - luty 1943 – 1945 Maximilian Meidinger
- pełnomocnik Generalnego Gubernatora w Berlinie:
  - Wilhelm Heuber
- sekretariat stanu ds. bezpieczeństwa (Staatssekretariat fuer das Sicherheitswesen)
  - październik 1939 – listopad 1943 Friedrich Wilhelm Krüger
  - listopad 1943 – 1945 Wilhelm Koppe
- Główny Wydział Budownictwa:
  - luty 1940 – 1945 Theodor Bauder
- Główny Wydział Finansów:
  - marzec 1940 – styczeń 1942 Alfred Spindler(inne języki)
  - styczeń 1942 – 1945 Hermann Senkowsky
- Główny Wydział Gospodarki:
  - Richard Zetsche
  - Walter Emmerich
- Główny Wydział Kolejnictwa:
  - listopad 1939 – luty 1940 Emil Beck
  - kwiecień 1941 – 1945 Adolf Gerteis
- Główny Wydział Leśnictwa:
  - październik 1939 – 1945 Kurd Eissfeldt
- Główny Wydział Nauki i Szkolnictwa:
  - Kajetan Mühlmann
  - Adolf Watzke
  - październik 1942 – 1945 Ludwig Eichholz
- Główny Wydział Poczty:
  - Richard Lauxmann
- Główny Wydział Pracy:
  - listopad 1939 – listopad 1942 Max Frauendorf
  - listopad 1942 – styczeń 1943 Alexander Rhetz
  - styczeń 1943 – 1945 Wilhelm Struve
- Główny Wydział Propagandy:
  - Max du Prel – październik 1939 – lipiec 1940
  - Erich Schmidt – lipiec 1940 – kwiecień 1941
  - Wilhelm Ohlenbusch – kwiecień 1941 – 1945
- Główny Wydział Spraw Wewnętrznych:
  - październik 1939 – wrzesień 1940 Friedrich Siebert
  - wrzesień 1940 – listopad 1940 Ernst Kundt
  - listopad 1940 – styczeń 1942 Eberhard Westerkamp
  - luty 1942 – styczeń 1943 Friedrich Siebert
  - styczeń 1943 – październik 1943 Ludwig Losacker
  - listopad 1943 – 1945 Harry Georg von Crausshaar
- Główny Wydział Sprawiedliwości:
  - maj 1942 – 1945 Kurt Wille
- Główny Wydział Wyżywienia i Rolnictwa:
  - październik 1939 – grudzień 1942 Hellmut Körner
  - grudzień 1942 – 1945 Karl Naumann
- Główny Wydział Zdrowia:
  - maj 1940 – styczeń 1943 Jost Walbaum
  - styczeń 1943 – 1945 Heinrich Teitge(inne języki)

## Zarząd dystryktów GG

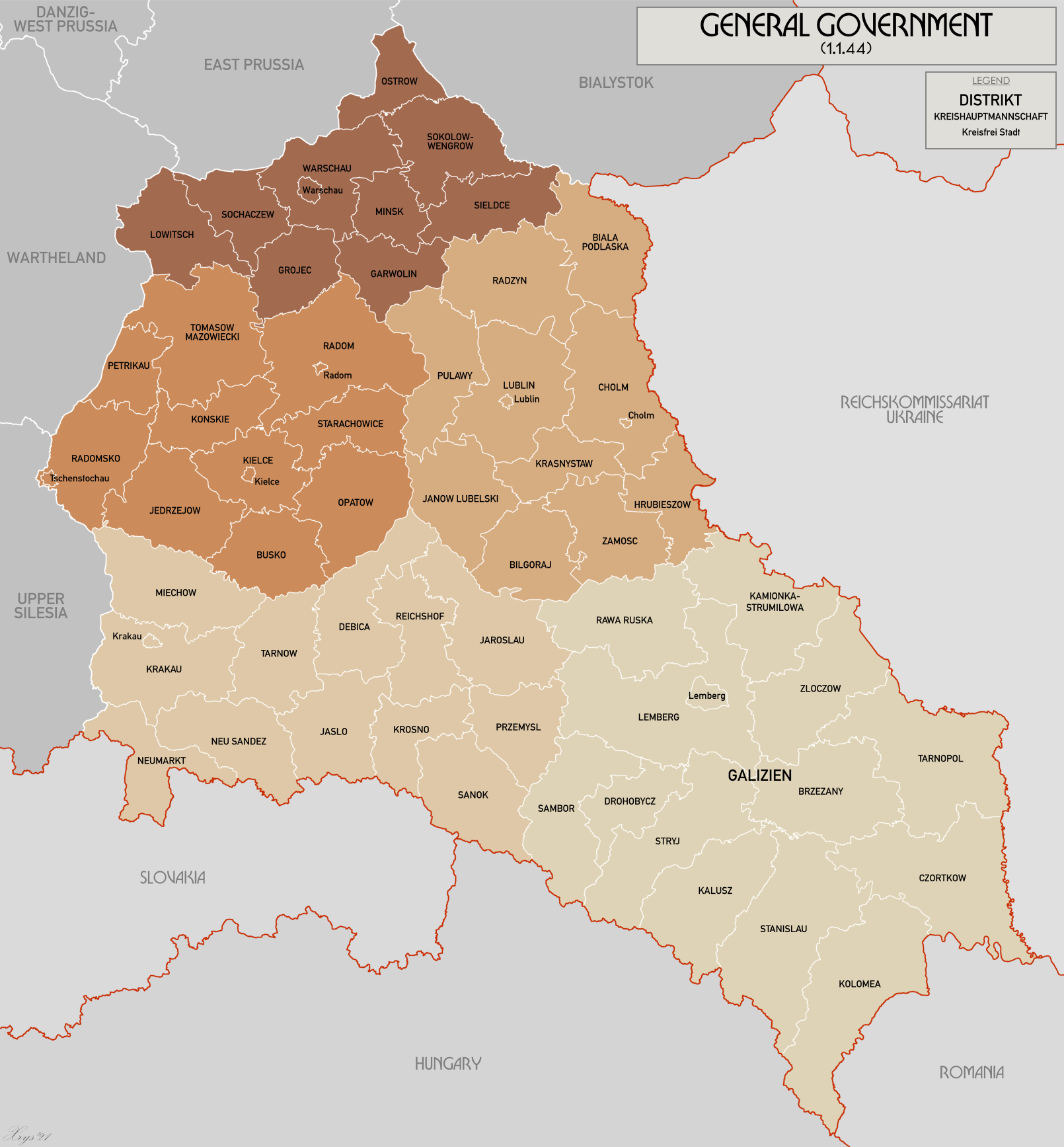
Mapa administracyjna Generalnego Gubernatorstwa po 1941 r.

- Dystrykt krakowski, Siedziba Kraków, Adolf-Hitler-Platz 27:
  - Gubernatorzy:
    - W okresie 26.10.1939 – 22 stycznia 1943 funkcję gubernatora dystryktu pełnił SS–Brigadeführer – Dr Otto Wächter[7],
    - SS–Brigadeführer Dr Richard Wendler: od 31 stycznia 1942 do 26 maja 1943
    - wicegubernator Ludwig Losacker: do 24 lutego 1943 do 10 października 1943
    - SS–Brigadeführer Dr Kurt Ludwig Burgsdorff: od 23 listopada 1943 do 18 stycznia 1945
- Dystrykt lubelski,
  - Gubernatorzy:
    - Friedrich Schmidt(inne języki) (1939 – marzec 1940)
    - Ernst Zörner (31 marca 1940 – 10 kwietnia 1943)
    - Richard Wendler (27 maja 1943 – lipiec 1944)
- Dystrykt radomski,
  - Gubernatorzy:
    - Karl Lasch: od 26 października 1939 do lipca 1941
    - mjr Ernst Kundt: od sierpnia 1941 do 16 stycznia 1945
- Dystrykt warszawski,
  - Gubernatorzy:
    - Ludwig Fischer (26 października 1939 – 17 stycznia 1945)
- Dystrykt Galicja (od 1 sierpnia 1941).
  - Gubernatorzy:
    - dr Karl Lasch – od 1 sierpnia 1941 do 6 stycznia 1942, aresztowany
    - SS–Gruppenführer Otto Wächter – od 1 lutego 1942 do lipca 1944[8]